# 劉宗岱
劉宗岱（1521年—1596年），字伯東，號魯峰，山東濟南府歷城縣人，軍籍，明朝政治人物。

## 生平
嘉靖三十一年（1552年）壬子科山東鄉試第七十三名舉人，三十八年（1559年）中式己未科會試第一百八十七名，三甲第八十六名進士。隆庆四年（1570年），十一月由南京兵部武库司署郎中升山西按察司佥事，六年十一月升浙江右参议，萬曆二年（1574年）九月升陕西副使，四年二月以母老乞终养。

## 家族
曾祖劉貴；祖父劉質，曾任壽官；父劉勗，曾任學正。嫡母牛氏；生母茹氏。